# ۱۲۳ (میلادی)
۱۲۳ (میلادی) صد و بیست و سومین سال تقویم میلادی است.

## درگذشتگان
‎